# 西岸自治市

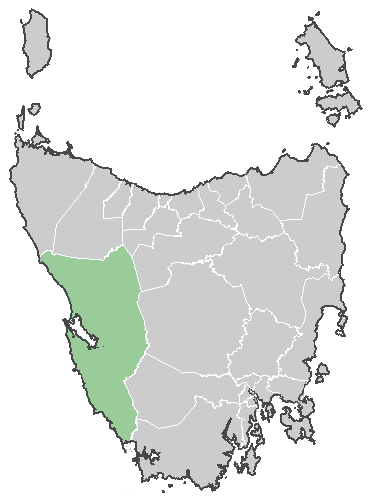
西岸地方的位置

西岸自治市是澳大利亚塔斯马尼亚州的一个地方政府区。该区为塔斯马尼亚州面积最大的地方政府区，总面积9574.5 km² (3,696.7 sq mi)。该区总人口4,946，为塔斯马尼亚州人口最稀少的地区之一(排名倒数第二)。